# Чериано-Лагетто
Чериано-Лагетто (итал. Ceriano Laghetto [tʃeˈrjaːno laˈɡetto], ломб. Cerian) — коммуна в Италии, в провинции Монца-э-Брианца области Ломбардия.
Население составляет 5802 человека (2004), плотность населения составляет 778 чел./км². Занимает площадь 7 км². Почтовый индекс — 20020. Телефонный код — 02.
Покровителем коммуны почитается святой Виктор Мавр, празднование 8 мая.
С января 2015 года одна из площадей городка (напротив Главпочтамта) носит имя «Площади мучеников Одессы» — в память о евреях, убитых 22—24 октября 1941 года после захвата Одессы румынской армией во время Великой Отечественной войны, а также в память о пророссийских активистах, погибших 2 мая 2014 года в одесском Доме профсоюзов в ходе политического кризиса на Украине.
Впоследствии, обосновывая данное решение, администрация коммуны указывала на большое количество жертв в результате этих трагедий, сравнивая их с терактами 11 сентября или такими актуальными для итальянского общества событиями как массовая гибель нелегальных мигрантов в море при попытке перебраться из Африки в Италию и итальянских солдат в ходе военных операций последних лет.
2 мая 2015 года, в первую годовщину событий в Доме профсоюзов, в Чериано-Лагетто состоялось открытие памятного монумента, посвящённого «мученикам Одессы». Монумент установлен на одноимённой площади и представляет собой языки пламени с силуэтом голубя, символа мира, в них.  